# OpenShot
ОпенШот је бесплатни и награђивани видео едитор отвореног кода, доступан за Линукс (Linux), Meков (OS X) и Виндовс (Windows) оперативни систем. Помоћу OпенШота могу да се створе задивљујући видео снимци, филмови и анимације, користећи једноставан кориснички интерфејс и мноштво доступних алатки.

## Карактеристике
- Доступан на више различитих платформи;
- Подржава многе савремене видео, аудио и сликовне формате, великих резолуција и велике компресије;
- Моћне анимације по кривој путањи;
- Десктоп интеграција (могућност превлачења и отпуштања мултимедијалних фајлова);
- Неограничен број трака/слојева;
- Манипулација клиповима (промена величине, резолуције, сечење, преклапање и ротирање);
- Видео прелази са праћењем изгледа у реалном времену;
- Композиција, водени жигови и слојеви слика;
- Шаблони за креирања трака за превод
- Подржава 2Д анимацију (секвенце слика);
- Подржава 3Д анимиране титлове и ефекте;
- Увоз SVG векторског формата слике за титлове и шпице;
- Креирање покретних одјавних шпица;
- Напредна временска линија (укључује превлачење и отпуштање, скроловање, увеличавање и преклапање снимака);
- Приступ сваком фрејму у видеу;
- Мапирање времена и промена брзине сваког појединачног клипа (брзо/споро, напред/назад итд.);
- Аудио миксовање и уређивање;
- Дигитални видео ефекти као што су осветљење, корекција боја, нијансе сиве, рад са зеленом/плавом позадином (chroma key) и још много тога;[2]

## Креатор и главни програмер
Џонатан Томас, програмер из Тексаса у САД, направио је ОпенШот августа 2008. године. Данас му пуно помажу многи добри програмери. 2012. године основао је фирму ОпенШот студији (ОpenShot Studios LLC) на коју је пренео сва ауторска права, а у циљу боље заштите интереса сваког учесника у пројекту. Убрзо након тога, а у циљу још боље заштите ауторских права, фирма се придружила Отвореној мрежи проналазач (Open Invention Network - OIN).

## Програмски језик
ОпенШот је написан помоћу неколико различитих програмских језика. За кориснички интерфејс је коришћен Пајтон (Python) са PyQt5 модулима. Део за обраду видео записа направљен је у C++ уз употребу FFmpeg библиотека. За изградњу интерактивне временске линије коришћен је ХТМЛ5 (HTML5), ЈаваСкрипт (JavaScript) и AngularJS. Многе напредне 3Д ефекте и анимације покреће Блендер (Blender).

## Лиценца
OпенШот је бесплатан софтвер: може се редистрибуирати и/или модификовати под условима ГНУ-ове опште јавне лиценце објављене од стране Задужбине за бесплатни софтвер, било од верзије 3 или неке наредне.

## Прегледни чланци и публикације
У свету је објављено много афирмишућих чланака о овом програму, а у најстаријем домаћем ИТ часопису "Свет компјутера" два пута. У 13. поглављу књиге " Practical Free Alternatives to Commercial Software" сликовито су дата основна упутства за рад у ОпенШот-у. На званичном сајту овог програма постоји и ажурира се веома добро упутство за кориснике. 